# Bratislava Capitals
Les Bratislava Capitals est un club de hockey sur glace de Bratislava en Slovaquie. Il évolue dans le championnat d'Autriche.

## Historique
Le club est créé en 2015 sous le nom de HC Bratislava et s'aligne dans la 1.liga, le deuxième niveau slovaque. En 2019, il est renommé Bratislava Capitals. En 2020, il intègre le championnat d'Autriche.

## Palmarès
- Néant.